# ماسايتو تامادا
ماسايتو تامادا (باليابانية: 玉田 真人) (25 أغسطس 1976 في كاواغوتشي في اليابان – )؛ هو لاعب كرة قدم سابق كان يلعب كحارس مرمى.

## وصلات خارجية
- ماسايتو تامادا على موقع عالم كرة القدم.نت (الإنجليزية)